# Отто IV Бергов
Отто IV Бергов (нем. Otto dem Jüngeren von Bergow; 1399–1452), также известный как Отто Младший из Бергау — чешский дворянин и лидер анти-гуситского движения. 

## Биография
Отто родился в 1399 году в семье Отто III Бергова и Маркеты из Жлунице. Он унаследовал часть отцовского имущества, в том числе замок Троски и Хлумец-над-Цидлиноу. В 1414 году Отто совершил набег на монастырь Опатовице в Опатовице-над-Лабем. Есть мнение, что он спрятал сокровища в замке Троски, предположительно в подземном подвале, заваленном огромным валуном.
В 1424 году Хлумец-над-Цидлиноу был захвачен пражскими гуситами под предводительством Сигизмунда Корибута и Яна Звезды из Вицемилице. Затем он, вероятно, был передан Гинеку Бочеку из Подебрад. Вскоре после этого Отто и его сын Ян отвоевали Хлумец.
Отто умер в 1452 году и похоронен в Праге в костёле святого Гавла.

## Семья и дети
Его женой была Маргарет (??? – 1415), дочь Смилы Длашки из Вчинича. 
Помимо дочерей, у него был только один сын, Ян II, со смертью которого в 1455 году мужская линия прервалась.